# Yrsa Sigurðardóttir
Vilborg Yrsa Sigurðardóttir assina como Yrsa Sigurðardóttir ou Yrsa Sigurdardóttir na grafia portuguesa (Reykjavík, 24 de agosto de 1963) é uma engenheira civil e escritora islandesa de romances policiais, suspense e ficção infantil. Ela escreve desde 1998.

## Biografia
Yrsa é casada e tem dois filhos, mora em Reykjavík (Islândia). Ela tem uma carreira como engenheira civil e é diretora de uma das maiores empresas de engenharia da Islândia. Em 1988 ela se formou em engenharia civil pela Universidade da Islândia e fez mestrado na mesma área pela Universidade Concórdia em Montreal em 1997.
Tem sua série de romances policiais proeminente com a personagem central Thóra Gudmundsdóttir (Þóra Guðmundsdóttir), uma advogada. Yrsa também escreveu para crianças e ganhou o Prêmio do Livro Infantil da Islândia em 2003 com o livro Biobörn.

## Obras

### Infantis
- Þar lágu Danir í því (1998)
- Við viljum jólin í júlí (1999)
- Barnapíubófinn, Búkolla og bókarræninginn (2000)
- B 10 (2001)
- Biobörn (2003)

### Série da Thóra Gudmundsdóttir
- Þriðja táknið (2005) em Portugal: O Último Ritual (Gótica, 2007)
- Sér grefur gröf (2006) em Portugal: Ladrão de Almas (Gótica, 2008)
- Aska (2007) em Portugal: Cinzas e Poeira (Quetzal Editores, 2011)
- Auðnin (2008)
- Horfðu á mig (2009) em Portugal: Alguém para Tomar Conta de Mim (Quetzal Editores, 2015)
- Brakið (2011) em Portugal: Lisboa Reykjavík ou O Silêncio do Mar (Quetzal Editores, 2020)

#### Série Freyja & Huldar (série DNA)

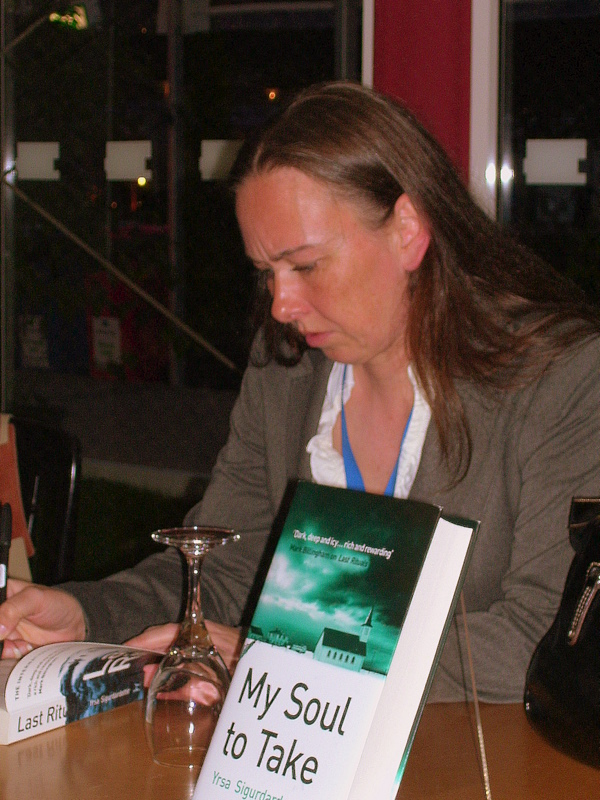
Yrsa Sigurdardóttir no Festival Internacional do Livro de Edinburgo, 2009

- DNA (2014) em Portugal: O Legado (Quetzal Editores, 2018)
- Sogið (2015) em Portugal: Abismo (Quetzal Editores, 2019)
- Aflausn (2016) em Portugal: A Absolvição (Quetzal Editores, 2021)
- Gatið (2017) em Portugal: Campo de Lava (Quetzal Editores, 2022)
- Bruðan (2018) em Portugal: A Boneca (Quetzal Editores, 2023)
- Thogn (2019) em Portugal: A Consequência (Quetzal Editores, 2024)

#### Livros isolados
- Ég man þig (2010) em Portugal: Lembro-me de Ti (Quetzal Editores, 2012)
- Kuldi (2012)
- Lygi (2013)
- Bráðin (2020) em Portugal: A Presa (Quetzal Editores, 2025)